# Jacob van Deventer (général)
Pour les articles homonymes, voir Van Deventer.
Jacob Louis van Deventer, né le 18 juillet 1874 à Ficksburg dans l’État libre d'Orange et mort le 17 août 1922 à Pretoria, est un militaire sud-africain. 

## Biographie
Deventer naît le 18 juillet 1874 à Ficksburg dans l’État libre d'Orange. Il commence sa carrière militaire en 1896 dans les forces armées du Transvaal. Ainsi, il se bat durant la seconde guerre des Boers face au Royaume-Uni. Lors de plusieurs batailles, il se distingue par ses talents en tactique de guérilla. Avec le déclenchement de la Première Guerre mondiale, cette fois au côté de l’Empire britannique, il intervient sur le théâtre d'Afrique du Sud-Ouest de 1914 à 1915, puis en Afrique de l’Est jusqu’à la fin du conflit. 
En octobre 1917, il mène ses hommes lors de la bataille de Mahiwa face aux forces allemandes de von Lettow-Vorbeck. Après avoir tenté d’encercler un ennemi inférieur en nombre, ses troupes sont surprises et finalement repoussées. Il est par la sutie anobli par la couronne britannique pour ses services rendus durant la guerre.
En 1922, il mène une division d’infanterie de montagne pour réprimer la révolte du Rand. Alors au grade de lieutenant-général, il se marie avec Maria Cornelia Snyman mais meurt subitement au mois d’août.

### Distinctions
- Grand officier de l’Ordre militaire d'Aviz (1921)